# إدي جونز (كرة سلة)
إدي جونز (بالإنجليزية: Eddie Jones) مواليد 20 أكتوبر 1971 في بومبانو سيتي، هو لاعب كرة سلة أمريكي سابق بدأ مسيرته الاحترافية في سنة 1994 وحمل الرقم 25 و6. يبلغ طوله 6 قدم 6 بوصة (2.0 م). اعتزل اللعب في 2008.

## فرق لعب لها
- لوس أنجلوس ليكرز
- شارلوت هورنتس
- ميامي هيت
- ميمفيس غريزليس
- دالاس مافيريكس

## روابط خارجية
- إدي جونز على موقع الاتحاد الدولي لكرة السلة (الإنجليزية)
- إدي جونز على موقع إن بي أي (الإنجليزية)
- إدي جونز على موقع سبورتس رفرنس (الإنجليزية)
- إدي جونز على موقع كرة السلة الأوروبية.كوم (الإنجليزية)
- إدي جونز على موقع كلية كرة السلة في سبورتس رفرنس.كوم (الإنجليزية)
- إدي جونز على موقع ريلجم (الإنجليزية)
- إدي جونز على موقع بروبوليرز (الإنجليزية)